# Le Parfum du mensonge
Pour les articles homonymes, voir Mistress.
Le Parfum du mensonge (Mistress) est un drama coréen produite par Chorokbaem Media et diffusée entre le 28 avril 2018 et le 3 juin 2018 sur OCN. 
En France, elle est diffusée entre le 27 janvier 2024 et le 2 mars 2024 et rediffusée le 30 août 2025 sur Novelas TV,.

## Synopsis
Jang Se-Yeon, la trentaine, élève seule sa petite fille. Son mari est mort deux ans plus tôt dans un accident de mer, mais son corps n’a jamais été retrouvé. Dans sa quête de la vérité, elle peut compter sur le soutien de ses trois meilleures amies Kim Eun-Soo, Han Jung-Won et Do Hwa-Young. Un jour, Jang Se-Yeon reçoit un appel anonyme qui passe la chanson préférée de son défunt mari.  La vie de Jang Se-Yeon et de ses amies basculent…
Ces quatre femmes se retrouvent alors toutes impliquées dans des affaires liées à leurs amants ou conjoints.

## Distribution

### Rôles principaux
- Han Ga-in : Jang Se-yeon
- Shin Hyun-been : Kim Eun-soo
- Choi Hee-seo : Han Jung-won
- Goo Jae-yee : Do Hwa-young
- Lee Hee-joon : Han Sang-hoon
- Jung Ga-ram : Cha Sun-ho
- Park Byung-eun : Hwang Dong-seok
- Ji Il-joo : Kwon Min-gyu
- Oh Jung-se : Kim Young-dae
- Kim Hee-jin : Yang Jin-gun
- Lee Hae-young : Cha Min-jae
- Jang Hee-jung : Baek Jae-hee
- Kim Min-soo : Kang Tae-oh
- Lee Sang-hee : Park Jung-sim
- Kim Ho-jung : Na Yoon-jung
- Choi Yu-hwa : Jin Hye-rim
- Joo Ye-rim : Jang Se-yeon's daughter

## Production

### Développement
La série a été développée par Studio Dragon et est un remake de la série britannique Mistresses de SJ Clarkson et Lowri Glain diffusée par la BBC de 2008 à 2010. Elle est également connue sous le nom de « Mistresses » et/ou « Mistresses Korea ». 
Il a été réalisé par Han Ji-seung (한지승), soutenu par les scénaristes Go Jung-woon (고정운) et Kim Jin-wook (김진욱). La production exécutive a été réalisée par Cho Hyung-jin et Kim Sang-heon.
La première lecture du scénario a eu lieu le 15 mars 2018 au bureau principal du Studio Dragon à Sangam-dong, Séoul, Corée du Sud.
La série a été soutenue par la société de production « Chorokbaem Media ».

## Version française
La version française est assurée par Studio Plug-in au Maroc.
Avec les voix de Letizia Costantini, Camille Bechta, Hélène Tran, Anna Fhima, Adrien Caminada, Gabriel Delmas, Hamza Touijri, Paul Nguyen, Olivier Mutelet, Guillaume Escaffre, Michael Paolinetti, Antoine Pinault, Camilia Hamdaoui, Dounia Elmedkouri, Fanny Dalmau, Nathalie Leplay, Inès El Yakoubi, Farida Hamou et Sophie Pastrana.